# فرودگاه جنگلبانی رد دیر
فرودگاه جنگلبانی رد دیر (به انگلیسی: Red Deer Forestry Airport) یک فرودگاه خصوصی است که یک باند فرود چمن دارد و طول باند آن ۸۷۴ متر است. این فرودگاه در کشور کانادا قرار دارد و در ارتفاع ۱۴۱۶ متری از سطح دریا واقع شده است.